# Kostel Všech svatých (Kynek)
Kostel Všech svatých se nachází v Nitře, městské části Kynek, v okrese Nitra na Slovensku. Je národní kulturní památkou.

## Historie
Farář tohoto kostela se zmiňuje již před rokem 1257. Kostel byl postaven někdy v polovině 13. století. V roce 1728 se uskutečnila barokní přestavba, kterou financovala rodina Užovičovců. V roce 1791 byl kostel klasicistně upraven a na západě rozšířen o přístavbu s věží a na jihu sakristií se zaobleným uzávěrem a rovným stropem. Interiér kostela zdobí nástropní malba s motivem Nanebevzetí Panny Marie od akademického malíře Edmunda Massanyiho z roku 1941. Hodnotnou součástí je i neogotický hlavní oltář z roku 1883 s obrazem Všech svatých a sochami sv. Ladislava a sv. Imricha, rokokové obrazy sv. Jana Nepomuckého a sv. Alžběty v klasicistních rámech z 2. poloviny 18. století a klasicistní mušlovitá křtitelnice z červeného mramoru. Na severní straně svatyně se nachází gobelínový obraz s postavou Ježíše, který vyšila hraběnka Užovičová-Blundellová koncem 19. století. Pod kostelem se nachází krypta s hroby členů rodu Užovičovců ze staršího období.